# Залив Креста (аэропорт)
Аэропорт «Залив Креста» — региональный аэропорт, расположен вблизи посёлка Эгвекинот в Иультинском районе Чукотского автономного округа.

## Принимаемые типыВС
Ан-2, Ан-24, Ан-26, Ан-28, Ан-30, Ан-72, Ан-74, Як-40 и др. типы ВС 3-4 класса, вертолёты всех типов.

## Показатели деятельности
| год             | 2014  | 2015  | 2016  | 2017  | 2019  | 2020  | 2021  |
| тыс. пассажиров | 8,027 | 8,816 | 10,32 | 11,35 | 9,167 | 8,198 | 9,222 |
| Источники:      |       |       |       |       |       |       |       |

## Маршрутная сеть
Пассажирские авиарейсы из Анадыря осуществляются самолётами DHC-6 три раза в неделю, местные рейсы на вертолётах Ми-8 в Мыс Шмидта, Конергино, Уэлькаль, Ванкарем, Лаврентия, Нутэпэльмен 2-3 раза в месяц. 
В летнее время авиакомпанией «Налко» организуется стыковочный рейс по маршруту Эгвекинот—Певек—Москва.

## Перспективы
В ближайшем будущем планируется реконструкция инфраструктуры аэропорта и увеличение взлетно-посадочной полосы.